# Clint Greenshields

a Compétitions nationales et continentales officielles uniquement.

b Matchs officiels uniquement.
Clint Greenshields est un joueur de rugby à XIII franco-australien évoluant au poste d'arrière.

## Biographie
Après des débuts en 2004 en National Rugby League avec les Dragons de St George, il tente l'avenir en Europe en compagnie de son entraîneur Mick Potter dans la Super League en rejoignant les Dragons Catalans. Titulaire six années durant dans la franchise française, cet Australien d'origine revêt le maillot de l'équipe de France en 2009 puis pour disputer la Coupe du monde 2013. Il retourne en NRL en 2013 en signant pour Cowboys de North Queensland puis effectue une pige au Limoux XIII.
Il est le meilleur marqueur d'essais de l'histoire des Dragons Catalans, y détenant le record avec 86 essais avec Vincent Duport.

## Palmarès
- 2007 : Finaliste de la Challenge Cup avec les Dragons Catalans.

## Distinctions personnelles
- 2010 : Participation à la coupe d'Europe des nations de rugby à XIII avec l'équipe de France.
- 2009 : Participation au tournoi des Quatre Nations avec l'équipe de France.
- 2008 : Élu dans l'équipe type de Super League avec les Dragons Catalans.

## Détails

### En sélection

#### Coupe du monde
| Édition         | Rang               | Résultats France | Résultats Greenshields | Matchs Greenshields |
| --------------- | ------------------ | ---------------- | ---------------------- | ------------------- |
| Angleterre 2013 | Quart-de-finaliste | 1 v, 0 n, 3 d    | 1 v, 0 n, 2 d          | 3/4                 |

Légende : v = victoire ; n = match nul ; d = défaite.

### En club
| Saison | Club                         | Compétition           | Matchs | Points | Essais | Buts | Drop |
| ------ | ---------------------------- | --------------------- | ------ | ------ | ------ | ---- | ---- |
| 2004   | St. George Illawarra Dragons | National Rugby League | 3      | 0      | 0      | 0    | 0    |
| 2005   | St. George Illawarra Dragons | National Rugby League | 15     | 16     | 4      | 0    | 0    |
| 2006   | St. George Illawarra Dragons | National Rugby League | 18     | 28     | 7      | 0    | 0    |
| 2007   | Dragons Catalans             | Super League          | 27     | 48     | 12     | 0    | 0    |
| 2008   | Dragons Catalans             | Super League          | 29     | 68     | 17     | 0    | 0    |
| 2009   | Dragons Catalans             | Super League          | 27     | 48     | 12     | 0    | 0    |
| 2010   | Dragons Catalans             | Super League          | 12     | 36     | 9      | 0    | 0    |
| 2011   | Dragons Catalans             | Super League          | 20     | 48     | 12     | 0    | 0    |
| 2012   | Dragons Catalans             | Super League          | 22     | 72     | 18     | 0    | 0    |
| 2013   | North Queensland Cowboys     | National Rugby League | 6      | 12     | 3      | 0    | 0    |
| 2013   | Limoux                       | Championnat de France | ?      | ?      | ?      | ?    | ?    |
| Total  | Total                        | Total                 | 179    | 376    | 94     | 0    | 0    |